# Temporadas de tifones del Pacífico en la década de 1870
Este artículo abarca las temporadas de tifones del Pacífico de la década de 1870. Si bien no hay datos disponibles para todas las tormentas que ocurrieron, algunas partes de la costa estaban lo suficientemente pobladas como para brindar datos sobre la ocurrencia de tifones.

## Sistemas

### 1870
En 1870 hubo 8 ciclones tropicales en el Pacífico occidental, 6 de los cuales fueron tifones.

### 1871
En 1871 hubo 7 ciclones tropicales en el Pacífico occidental, 5 de los cuales fueron tifones. En marzo, 11 personas murieron cuando un tifón destrozó su barco.

### 1872
Hubo 4 ciclones tropicales en Filipinas en 1872, 2 de los cuales fueron tifones. En agosto de 1872, un tifón azotó Guam.

### 1873
En 1873 hubo 6 ciclones tropicales en el Pacífico occidental, 4 de los cuales fueron tifones. Un tifón en octubre mató al menos a 200 personas en Filipinas.

### 1874
En 1874 hubo 8 ciclones tropicales en el Pacífico occidental, 6 de los cuales fueron tifones.
El tifón de Hong Kong de 1874 golpeó Hong Kong durante la noche del martes 22 de septiembre y la mañana del miércoles 23 de septiembre de 1874. Mató a unas 10.000 personas. Un tifón azotó Ailinglaplap en las Islas Marshall, matando a más de 300 personas.

### 1875
En 1875 hubo 6 ciclones tropicales en el Pacífico occidental, 4 de los cuales fueron tifones. Un tifón en diciembre mató a cuatro personas en Filipinas.

### 1876
En 1876 hubo dos tifones en el Pacífico occidental. Uno de ellos azotó Filipinas en noviembre y mató a 150 personas.

### 1877
Hubo al menos un ciclón tropical en el Pacífico occidental en 1877.

### 1878
En 1878 hubo 4 ciclones tropicales en el Pacífico occidental, 3 de los cuales fueron tifones.

### 1879
En 1879 hubo 9 ciclones tropicales en el Pacífico occidental, 8 de los cuales fueron tifones.

## Efectos estacionales
| Nombre                  | Duración                    | Categoría       | Zonas afectadas                                                 | Fallecidos |
| ----------------------- | --------------------------- | --------------- | --------------------------------------------------------------- | ---------- |
| Desconocido             | 1870                        | Ciclón tropical | Pacífico occidental                                             |            |
| Desconocido             | 1870                        | Ciclón tropical | Pacífico occidental                                             |            |
| Desconocido             | 1870                        | Tifón           | Pacífico occidental                                             |            |
| Desconocido             | 1870                        | Tifón           | Pacífico occidental                                             |            |
| Desconocido             | 1870                        | Tifón           | Pacífico occidental                                             |            |
| Desconocido             | 1870                        | Tifón           | Pacífico occidental                                             |            |
| Desconocido             | 1870                        | Tifón           | Pacífico occidental                                             |            |
| Desconocido             | 1870                        | Tifón           | Pacífico occidental                                             |            |
| Desconocido             | 1871                        | Ciclón tropical | Pacífico occidental                                             |            |
| Desconocido             | 1871                        | Ciclón tropical | Pacífico occidental                                             |            |
| Desconocido             | 1871                        | Tifón           | Pacífico occidental                                             |            |
| Desconocido             | 1871                        | Tifón           | Pacífico occidental                                             |            |
| Desconocido             | 1871                        | Tifón           | Pacífico occidental                                             |            |
| Desconocido             | 1871                        | Tifón           | Pacífico occidental                                             |            |
| Desconocido             | marzo de 1871               | Tifón           | Pacífico occidental                                             | 11         |
| Desconocido             | 1872                        | Ciclón tropical | Filipinas                                                       |            |
| Desconocido             | 1872                        | Ciclón tropical | Filipinas                                                       |            |
| Desconocido             | 1872                        | Tifón           | Filipinas                                                       |            |
| Desconocido             | agosto de 1872              | Tifón           | Guam                                                            |            |
| Desconocido             | 1873                        | Ciclón tropical | Pacífico occidental                                             |            |
| Desconocido             | 1873                        | Ciclón tropical | Pacífico occidental                                             |            |
| Desconocido             | 1873                        | Tifón           | Pacífico occidental                                             |            |
| Desconocido             | 1873                        | Tifón           | Pacífico occidental                                             |            |
| Desconocido             | 1873                        | Tifón           | Pacífico occidental                                             |            |
| Desconocido             | octubre de 1873             | Tifón           | Filipinas                                                       | >200       |
| Desconocido             | 1874                        | Ciclón tropical | Pacífico occidental                                             |            |
| Desconocido             | 1874                        | Ciclón tropical | Pacífico occidental                                             |            |
| Desconocido             | 1874                        | Tifón           | Ailinglaplap, Islas Marshall                                    | 300        |
| Desconocido             | 1874                        | Tifón           | Pacífico occidental                                             |            |
| Desconocido             | 1874                        | Tifón           | Pacífico occidental                                             |            |
| Desconocido             | 1874                        | Tifón           | Pacífico occidental                                             |            |
| Desconocido             | 1874                        | Tifón           | Pacífico occidental                                             |            |
| Desconocido             | 22-23 de septiembre de 1874 | Tifón           | Hong Kong                                                       | >10.000    |
| Desconocido             | 1875                        | Ciclón tropical | Pacífico occidental                                             |            |
| Desconocido             | 1875                        | Ciclón tropical | Pacífico occidental                                             |            |
| Desconocido             | 1875                        | Tifón           | Pacífico occidental                                             |            |
| Desconocido             | 1875                        | Tifón           | Pacífico occidental                                             |            |
| Desconocido             | 1875                        | Tifón           | Pacífico occidental                                             |            |
| Desconocido             | diciembre de 1875           | Tifón           | Filipinas                                                       | 4          |
| Desconocido             | 1876                        | Tifón           | Pacífico occidental                                             |            |
| Desconocido             | noviembre de 1876           | Tifón           | Pacífico occidental                                             | 150        |
| Desconocido             | 1877                        | Ciclón tropical | Pacífico occidental                                             |            |
| Desconocido             | 1878                        | Ciclón tropical | Pacífico occidental                                             |            |
| Desconocido             | 1878                        | Tifón           | Pacífico occidental                                             |            |
| Desconocido             | 1878                        | Tifón           | Pacífico occidental                                             |            |
| Desconocido             | 1878                        | Tifón           | Pacífico occidental                                             |            |
| Desconocido             | 1879                        | Ciclón tropical | Pacífico occidental                                             |            |
| Desconocido             | 1879                        | Tifón           | Pacífico occidental                                             |            |
| Desconocido             | 1879                        | Tifón           | Pacífico occidental                                             |            |
| Desconocido             | 1879                        | Tifón           | Pacífico occidental                                             |            |
| Desconocido             | 1879                        | Tifón           | Pacífico occidental                                             |            |
| Desconocido             | 1879                        | Tifón           | Pacífico occidental                                             |            |
| Desconocido             | 1879                        | Tifón           | Pacífico occidental                                             |            |
| Desconocido             | 1879                        | Tifón           | Pacífico occidental                                             |            |
| Desconocido             | 1879                        | Tifón           | Pacífico occidental                                             |            |
| Agregados de temporadas |                             |                 |                                                                 |            |
| 55                      | 1870-1879                   |                 | Islas Marshall, Hong Kong, Filipinas, Guam, Pacífico occidental | <10.665    |